# ハルツーム包囲戦
ハルツーム包囲戦（英語:Siege of Khartoum）（1884年3月13日～1885年1月26日）は、ムハンマド・アフマド率いるマフディー軍がエジプト領のハルツームを陥落させた戦いである。それまでイギリスとエジプトはこの都市を死守していたが10か月に及ぶ包囲の末にハルツームは陥落し、守備兵は4000のスーダン市民とともに虐殺された。この勝利によって10年に及ぶマフディー派のスーダン支配が確立し、また国民から絶大な人気があった常勝将軍ゴードンの戦死はイギリス本国に大きな衝撃を与えた。

## 背景

### ゴードンの任命

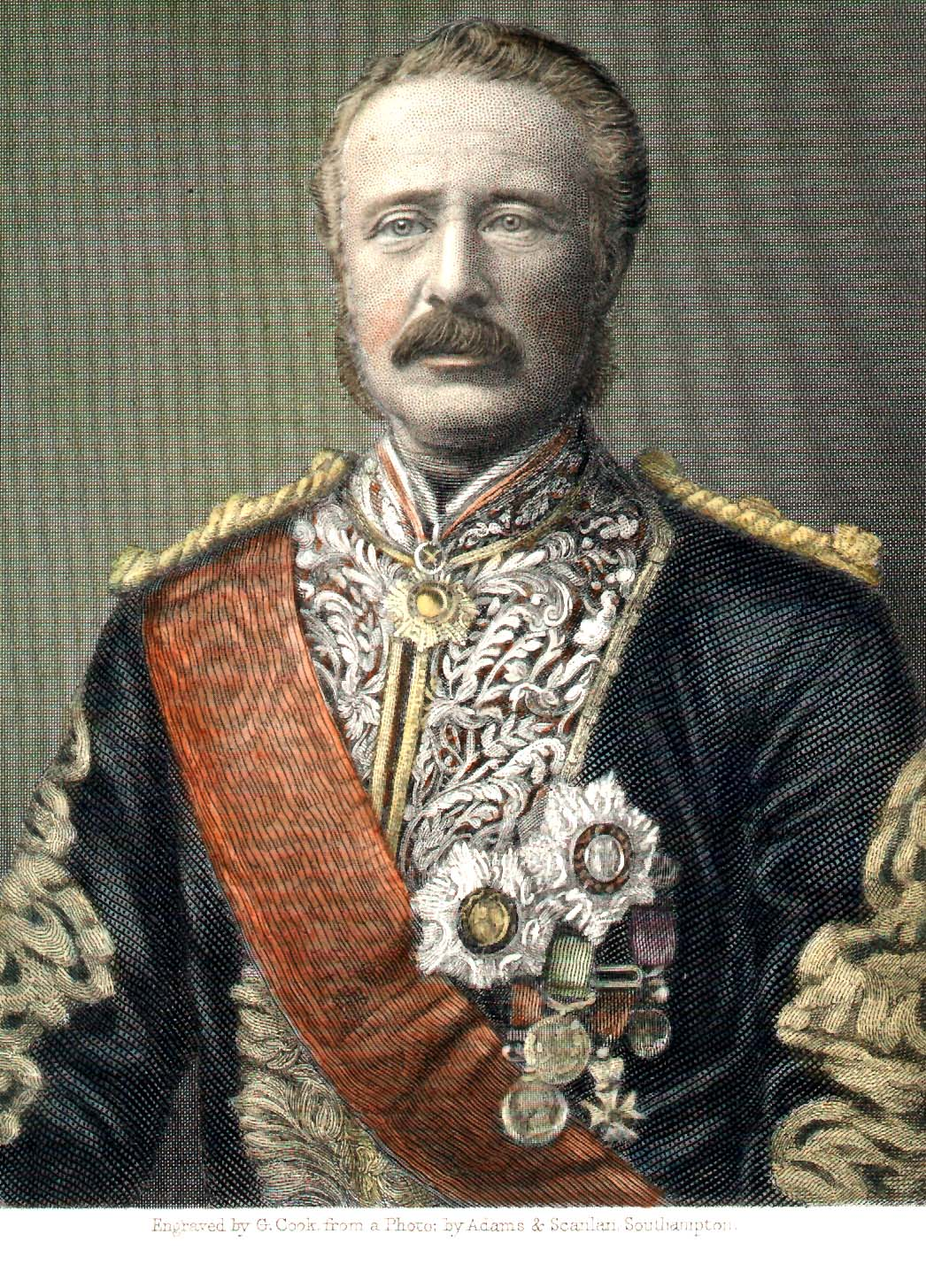
チャールズ・ゴードン

1882年のウラービーの乱以降、イギリスはエジプトを事実上保護国化していたが、スーダンはこの時エジプトの行政下にあったため、イギリス政府はあくまでスーダンにおける反乱はエジプト国内の問題であると考えていた。よって当初反乱はエジプト政府が対応していたが、それは1883年11月のエル・オベイドの戦いにおけるエジプト軍の全滅という最悪の結果を招く事態となった。この勝利によりマフディー軍は膨大な量の装備品を鹵獲し、ダルフール、コルドファンを含むスーダンの広域に勢力を広げた。
自らをマフディーと宣言するムハンマド・アフマドは自分がイスラーム国家の救済者であると主張し、エジプト支配からの独立を望むスーダンの多くの人々の支持を得た。
ここにきてようやく事態の深刻さに気づいたイギリス政府は動き出した。時の首相ウィリアム・グラッドストンと陸軍大臣ハーティントン侯爵はエジプトの財政的な理由、また北部のアラブ人反乱への対処などからスーダンの鎮圧はしばらく困難と判断し、エジプト政府に対し全守備隊をスーダンから撤退させることを命じた。そこで撤退を成功させるために任命されたのが1876年から1879年までスーダン総督を務め、現地での人気も高かったチャールズ・ゴードンであった。彼はアロー戦争で常勝軍を率いて勇名を馳せた実績があった。
彼のスーダンに対する姿勢はグラッドストンとは全く異なるものであった。彼はマフディー国家を徹底的に攻撃してスーダンの支配権を奪い返し、エジプトから掃討すべきだと考えていた。彼の懸念はエジプト軍の士気が数度にわたる敗戦ですっかり低迷していることであった。ゴードンの積極姿勢はサミュエル・ベイカー卿やガーネット・ウォレスリー卿のような帝国主義者から歓迎され、彼の意見は1884年1月にザ・タイムズ紙に掲載された。
ゴードンは政府にスーダンから守備隊を撤退させると宣言し、彼はイギリス政府とエジプト当局より100,000ポンドを与えられ、あらゆる援助と協力を約束された。ハルツームへ向かう途上にゴードンは同行していたスチュアート大佐とともにマフディーに怯える現地の部族長の集会に参加するためにバルバルに立ち寄ったが、ここでエジプト政府がスーダンから撤退しようとしていることを明かしてしまうという重大なミスを犯した。自分達が見捨てられたと考えた部族民達は動揺し、彼らの忠誠心は大きく揺らいだ。

## 戦闘準備

### ゴードンの到着

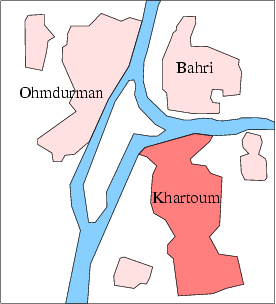
ハルツームは二つの川の合流点にある天然の要害であった。

ゴードンは1884年2月18日にハルツームに到着したが、任務は予想より遥かに困難であった。守備隊は各地に散らばっており、その道中もマフディー軍が隙間なく行動していたため、撤退中も急襲を受ける危険性があった。援軍の必要性を感じたゴードンは名目上エジプトがまだオスマン帝国領であることを理由にオスマン帝国に援軍を要請したが当時のスルタン、アブデュルハミト2世はこれを拒否した。そこでゴードンはインドのムスリム部隊の派遣を本国に求めるもスーダンからの撤退を望む英国政府により却下された。そこでせめて200人のイギリス兵を援軍として求めたがこれさえも拒否された。これらによりゴードンはグラッドストンに不信感を覚え、元々反乱軍との徹底抗戦を主張していたこともあって輸送初段の欠如（実際不足していた）を理由にハルツームに籠城することを決意した。この時ハルツームには守備隊だけでなく在スーダンのイギリス人の大半が滞在していたため、この都市は何としても避けなければならなかった。

### 籠城準備
ゴードンはハルツームからの撤退の準備をするのではなく、この都市をアンサール（マフディー運動の参加者）から死守すると宣言して住民を歓喜させた。彼は住民の支持を得るために拷問の廃止、税金の免除などを行い、さらにハルツームの経済が奴隷貿易に頼っていることを認識して以前自身が廃止した奴隷制を復活させた。これはイギリス本国で議論を呼んだがハルツーム市民から喝采を浴びた。
この時ハルツームにはライフルで完全武装した守備兵7,000人と市民27,000人、半年分の食糧と数百万発の弾薬、毎週50,000発の弾薬を製造できる設備を有していた。また、ゴードンは女性と子供、病人をエジプトへ送り始め、包囲が始まるまでにおよそ2500人がハルツームから逃れたがそのために200人の守備兵が失われた。
ゴードンは街の防衛にも力を注いだ。ハルツームは北と東に青ナイル、西に白ナイルが流れており、川岸を守るために蒸気船を改造させ、装甲に覆われた小型の砲艦を9隻作らせた。砂漠の開けた南側には古代の要塞があり、それを修復、活用しつつ綿密な塹壕陣地を構築し、さらに即席の対人地雷を大量に敷設した。
しかし前述のようにハルツームの守備兵の士気は低く規律は乱れており、ゴードンは守備兵の中でもエジプト人、トルコ人、北部スーダン人の兵士を「略奪はできるが戦闘能力は皆無」と酷評した。唯一彼が高く評価していたのが南スーダン出身の元奴隷の黒人兵士であった。マフディー軍が黒人を奴隷にすることはよく知られていたため、彼らは再び奴隷になるよりは自由人として死ぬことを覚悟していたため、非常に士気が高かった。よって守備隊の主力はこの2300人の黒人兵士となった。

## 包囲戦

### 包囲開始

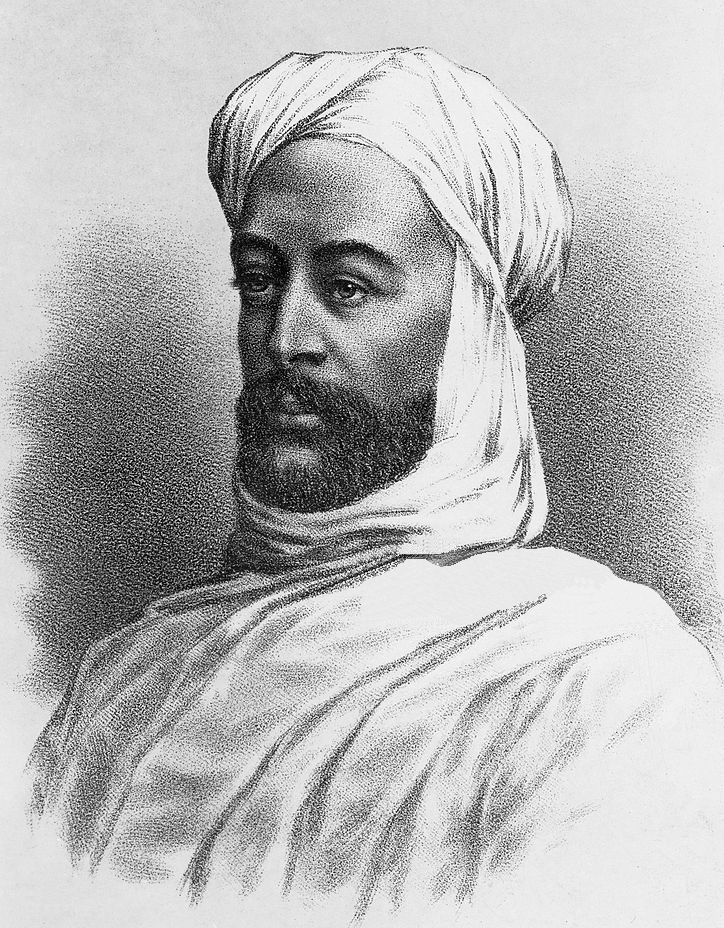
マフディーを名乗ったムハンマド・アフマド

完全に孤立したハルツームは1884年3月、アンサールによって包囲された。そして18日、ムハンマド・アフマド自らが指揮したマフディー軍による攻撃が始まった。当初マフディー軍は不慣れなために適切な包囲戦を遂行する能力に欠けており、さらにゴードンの敷設した地雷がマフディー軍を大いに苦しめた。しかし包囲軍の数は増え続け、さらにスーダン北部の部族であるベジャ人がマフディー派に寝返り、ハルツームとエジプトをつなぐ電線を脅かした。ゴードンは和平交渉を行ったが不成功に終わった。
政府はゴードンに包囲を突破して帰還することを求めたが彼はこの街を敵に明け渡すことを断固として拒否した。包囲戦は連日マスコミに取り上げられ、世論と野党保守党はゴードンの救出をグラッドストンに求めた。あくまでもゴードンをハルツームから撤退させようとしていたグラッドストンだがヴィクトリア女王までもがグラッドストンに圧力をかけると遂に屈し、8月5日に下院でゴードン救出のため300,000ポンドの予算が可決され、ガーネット・ウォルズリー率いる救援軍が組織されたが必要な物資や人員を用意するのに手間取り、救援は遅々として進まなかった。
ゴードンはあらゆる手段を用いてハルツームを守り続けていた。彼は武装させた蒸気船を街から繰り出しては沿岸のアンサール陣営に向けて銃撃し、青ナイルを血で染め上げた。そして士気を保つために毎週金曜日と日曜日に広場で軍楽隊による演奏を行ったり、切断された電線をかき集めて街に電信網を構築したことで前線の状況がいち早くゴードンに伝わるようにした。更に空き缶にダイナマイトを詰めて地雷を作り続け、城壁に軍服を着せた人形を並べて敵を欺いた。これらの奮戦により、3月から8月にかけてマフディー軍は大損害を被った。ゴードンは自信をつけ、日記には「私は永遠にここにいる。」と記している。

### 危機

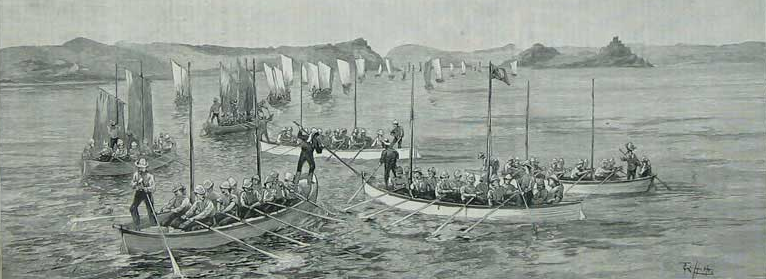
ゴードン救援のため派遣されたナイル遠征隊

しかし秋が進むにつれて状況は悪化した。消耗品は減り、有能な将校が次々と戦死していった。ゴードンは包囲中、幾度か別動隊を組織してスーダンの町をいくつか奪還することに成功していたがそんな最中の9月4日、敵の町を襲っていた別動隊がマフディーの待ち伏せに遭い、ゴードンの従者を含むおよそ千人弱が戦死した。さらに9月9日（16日とも）、ゴードンの造らせた砲艦の1隻が輸送中にマフディーに拿捕され、乗員全員が殺害された。更に悪いことに、乗組員の中には彼の右腕のスチュアート大佐も含まれていた。数日後、ゴードンはスチュアートの死をマフディーの降伏勧告で初めて知った。アフマドも苦戦を打開するために動き始めた。彼はナイル川沿岸に大量の大砲を並べた。これにより砲艦がナイルを航行することが極めて困難になり、これはゴードンにとっては大きな痛手となった。
1884年末になると食料も底を突き始めた。徐々に餓死者が出始め、馬や猫、ロバなどは既に食い尽くされた。ゴードンは民間人にマフディーに降伏して命を守ることを提案し、人口のおよそ半数がそれを受け入れた。12月にアフマドはゴードンと守備隊の命の保証と名誉ある撤退を条件として街の明け渡しを求めたが彼はこれを丁重に拒絶している。この包囲戦においてゴードンとアフマドが顔を合わせることは一度もなかったが、それでも二人のカリスマ的指揮官は激戦を通じて互いに尊敬の念を抱くようになっていた。
同じ月にウォルズリーの救援隊がようやくカイロを出発し、ゴードンは不安定な通信を通してこの知らせを受けたがその心境は暗かった。12月14日の日記には「さよなら、もう私の名を聞くことはないだろう。兵士達は私を裏切り、クリスマスまでに全てが終わるだろう」とあり、これが最後の記入となった。この二日後、ゴードンは白ナイルの対岸にあるオムドゥルマンの前哨基地を放棄することを余儀なくされた。これにより、マフディー軍は市街に向けて直接砲撃することが可能となった。
次のような逸話が残っている。オムドゥルマン放棄後、レバノンの商人がゴードンの下を訪れ、司令部のある宮殿が砲撃されるのを防ぐため、ランプの灯を暗くすることを勧めた。するとゴードンは部下に命じてわざと宮殿中のランプを最大限に明るく照らし、宮殿が敵からよく見えるようにして商人にこういった。「私が恐れを捨てて生まれてきたことを知らしめてやろう」

### 陥落

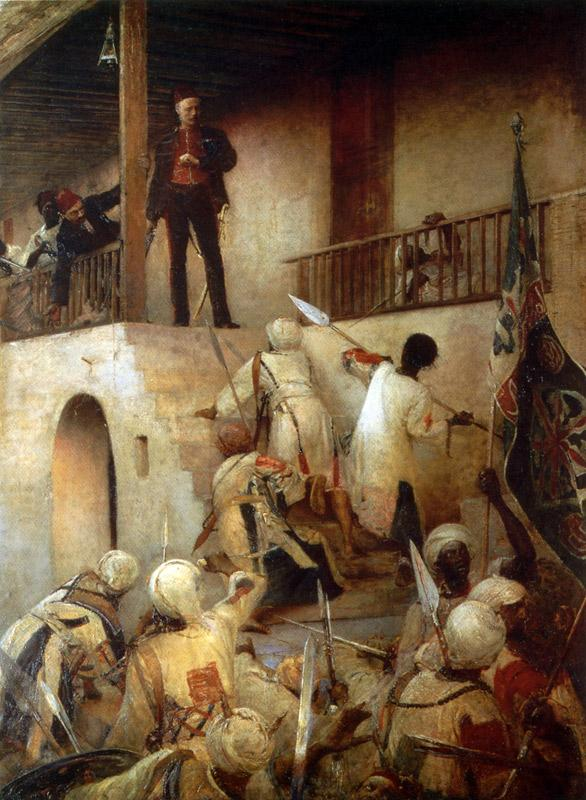
ジョージ・W・ジョイが描いた美化されたゴードンの戦死

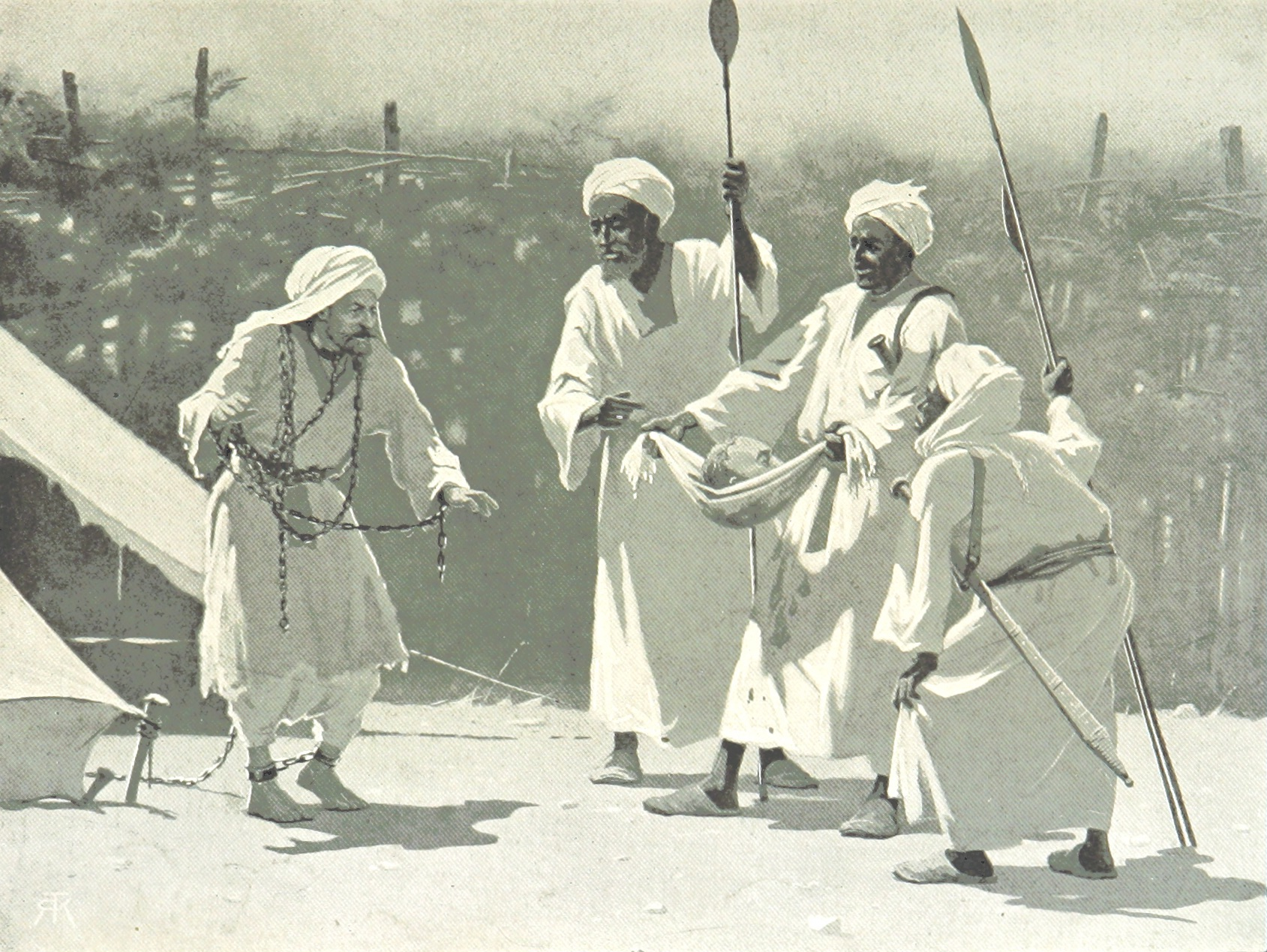
ゴードンの首を抱えるアンサール

救援隊は1月にスーダンに入り、ハルツームの救援を急ぐためにハーバード・スチュアート准将にラクダ兵2400人余りを先遣隊として派遣した。先遣隊はバイユーダ砂漠を越えてハルツームを目指した。途中、1月17日にマフディー派ベドウィンの襲撃を受けたがこれを撃破している（アブクレアの戦い）。彼らが1月20日にメテッマに到着したとき、ゴードンが4か月前に救援隊を援助するために派遣していた4隻の蒸気船と遭遇した。ここでハルツームが今にも陥落しそうだということが分かったため、ハルツームに急行した。
アブクレアにおけるアンサールの敗北を知ったアフマドは救援隊がすぐ近くに迫っていることを察知し、1月25-26日の夜、総攻撃を開始した。ちょうどこの時、ナイル川は増水期を過ぎており、白ナイルは川底を露わにしていた。そしてエジプト人の下士官の一人であったファラズ・パシャなる人物が水門を開け、5万人のアンサールを城内に導いた。飢えと病、度重なる戦闘によりもはや守備隊に抗戦能力はなく、アンサールは一気に市街になだれ込んだ。ゴードン以下守備隊全員と市民4,000人が殺戮され、最終的にアフマドによって殺戮は中止された。
ゴードンの戦死については明らかではないが大きく分けて二つの説がある。一つは、ゴードンは赤いフェズに儀礼用の軍服を身に着け、リボルバーと軍刀で抵抗し、死闘の末に殺害されたというもので英国の人々から広く支持されている。
もう一つの説がゴードンはオーストラリア領事館へ逃れようとしたところをアンサールに発見され、通りで殺されたというものである。ゴードンについてはアフマドが生け捕りを命じていたが、命令は守られなかった。どちらにせよ、ゴードンの遺体は首を刎ねられてアフマドに届けられ、体は井戸に投げ込まれた。
救援隊がハルツームに到着したのはそのわずか2日後であった。マフディー軍はハルツーム陥落の勢いに乗って救援隊を攻撃したが撃退された。しかし任務の失敗を悟った救援隊はエジプトへ撤収した。

## 余波

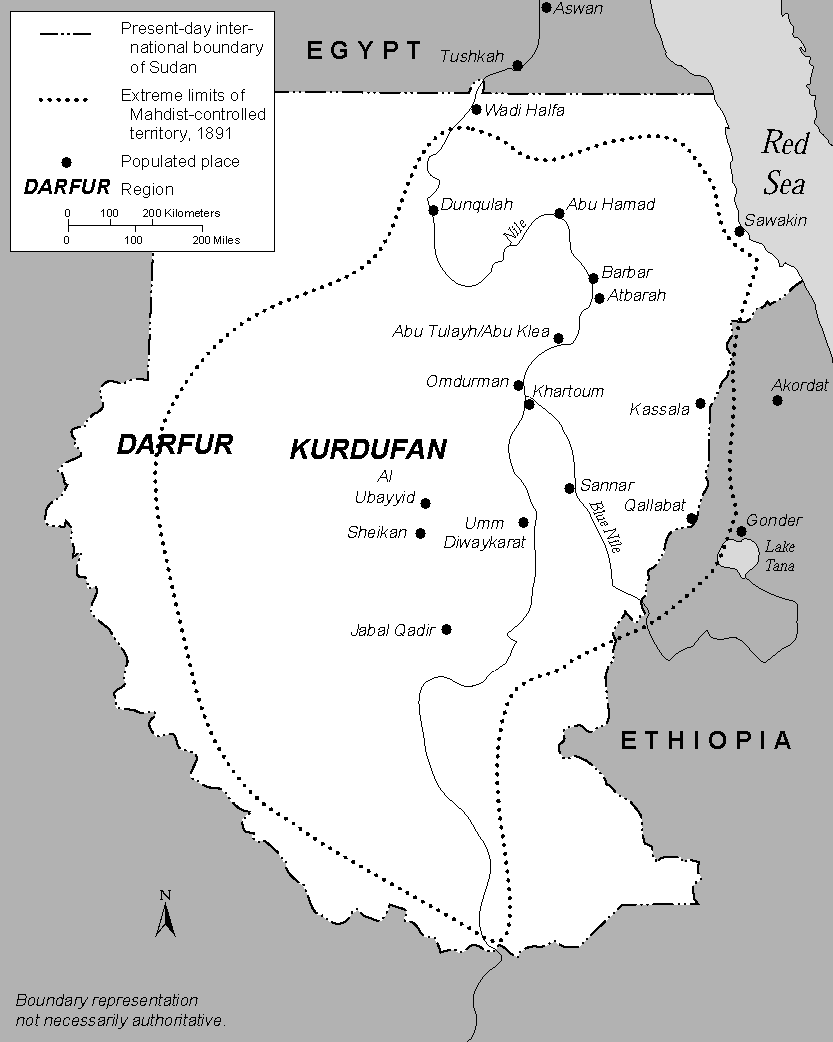
マフディー国家の最大領土

この戦いの勝利により、イギリスの勢力はスーダンからほぼ一掃され、マフディーのスーダン支配が確立した。彼らはシャリーアに基づく厳格なイスラーム国家の樹立を宣言し、やがて13年もの間スーダンの支配者として君臨することとなる（この恐怖政治により、1885年～1898年までの間、スーダンの人口は800万人減少した）。
一方、イギリスではゴードンの救出に失敗したグラッドストンに対しては世論や議会、女王からも批判が集中した。彼らはゴードンの敵討ちを求めたがグラッドストンはこれに応じようとはせず、結局当時の第三次グラッドストン内閣が倒れる一因となった。しかしスーダン奪回を最優先課題とする保守党政権が成立したのちも予算の問題などでスーダン問題は先延ばしにされ、なかなか前には進まなかった。ホレイショ・キッチナー将軍率いる英軍がスーダンの大地を踏むのは1898年にフランスがスーダン征服を狙うまで待たねばならなかった。